# Eerste klasse 1908-09 (voetbal België)
Het seizoen 1908/09 van de Belgische Eerste Klasse begon in het najaar van 1908 en eindigde in de lente van 1909. Het was het veertiende officieel seizoen van de hoogste Belgische voetbalklasse. De officiële benaming destijds was Division d'Honneur of Eere Afdeeling.Het kampioenschap bestond uit één reeks met 12 ploegen.
Union Saint-Gilloise behaalde zijn vijfde landstitel in zes jaar tijd.

## Gepromoveerde teams
Voor het seizoen waren RC de Gand en Excelsior SC de Bruxelles gepromoveerd uit Tweede Klasse, als respectievelijke eerst en tweede in de eindronde. Doordat vorig seizoen geen teams waren gedegradeerd of verdwenen, vergrootte dit de ereafdeling van 10 naar 12 ploegen.

## Degraderende teams
Na het seizoen zakte de laatste in de eindstand, RC de Gand, terug naar de Tweede Klasse.

## Clubs
Volgende twaalf clubs speelden in 1908/09 in Eerste Klasse. De nummers komen overeen met de plaats in de eindrangschikking:
| # kaart | Stam- nummer | Club                      | Plaats              | Stadion                                           | # seiz. 1e klasse |
| ------- | ------------ | ------------------------- | ------------------- | ------------------------------------------------- | ----------------- |
| 1       | 10           | Union Saint-Gilloise      | Ukkel               | terrein rue de Forest(tegenwoordig J. Bensstraat) | 8e                |
| 2       | 2            | Daring Club de Bruxelles  | Sint-Jans-Molenbeek | terrein aan de Jetse Steenweg 501                 | 6e                |
| 3       | 3            | FC Brugeois               | Brugge              | "Het Ratteplein" in de Sint-Baafs-wijk            | 12e               |
| 4       | 6            | Racing Club de Bruxelles  | Ukkel               | Stade du Vivier d'Oie (nr 10 op kaartje)          | 14e               |
| 5       | 13           | Beerschot AC              | Antwerpen           | terrein op het Kiel                               | 8e                |
| 6       | 12           | CS Brugeois               | Brugge              | terrein vlak bij de Smedenpoort                   | 10e               |
| 7       | 20           | Excelsior SC de Bruxelles | Vorst               | rue de la Société                                 | 1e                |
| 8       | 1            | Antwerp FC                | Antwerpen           | terrein aan de Broodstraat op het Kiel            | 13e               |
| 9       | 19           | SC Courtraisien           | Kortrijk            | ?                                                 | 3e                |
| 10      | 5            | Léopold Club de Bruxelles | Ukkel               | Brugmanpark (nr 23 op kaartje)                    | 14e               |
| 11      | 4            | FC Liégeois               | Luik                | terrein op het Champ d'Oiseaux in de wijk Cointe  | 14e               |
| 12      | 11           | RC de Gand                | Gent                | Emanuel Hielstadion                               | 2e                |

## Eindstand
|   |    |                           | P  | W  | G | V  | +   | -  | DS  | Ptn |
| - | -- | ------------------------- | -- | -- | - | -- | --- | -- | --- | --- |
| K | 1  | Union Saint-Gilloise      | 22 | 19 | 3 | 0  | 101 | 13 | 88  | 41  |
|   | 2  | Daring Club de Bruxelles  | 22 | 15 | 4 | 3  | 63  | 27 | 36  | 34  |
|   | 3  | FC Brugeois               | 22 | 15 | 3 | 4  | 63  | 26 | 37  | 33  |
|   | 4  | Racing Club de Bruxelles  | 22 | 14 | 2 | 6  | 59  | 21 | 38  | 30  |
|   | 5  | Beerschot AC              | 22 | 10 | 3 | 9  | 64  | 46 | 18  | 23  |
|   | 6  | CS Brugeois               | 22 | 11 | 0 | 11 | 57  | 45 | 12  | 22  |
|   | 7  | Excelsior SC de Bruxelles | 22 | 9  | 4 | 9  | 41  | 41 | 0   | 22  |
|   | 8  | Antwerp FC                | 22 | 7  | 1 | 14 | 48  | 56 | -8  | 15  |
|   | 9  | SC Courtraisien           | 22 | 5  | 3 | 14 | 27  | 86 | -59 | 13  |
|   | 10 | Léopold Club de Bruxelles | 22 | 3  | 5 | 14 | 30  | 70 | -40 | 11  |
|   | 11 | FC Liégeois               | 22 | 5  | 1 | 16 | 22  | 84 | -62 | 11  |
| D | 12 | RC de Gand                | 22 | 2  | 3 | 17 | 20  | 80 | -60 | 7   |

P: wedstrijden gespeeld, W: wedstrijden gewonnen, G: gelijke spelen, V: wedstrijden verloren, +: gescoorde doelpunten, -: doelpunten tegen, DS: doelsaldo, Ptn: totaal punten
K: kampioen, D: degradatie

## Uitslagentabel
|                           |     | ANT   | BEE | CSB | FCB   | KOR   | DAR   | EXC | LEO | RCB | USG | RCG  | LUI   |
| Antwerp FC                | ANT | X     | 2-0 | 5-3 | 2-1   | 4-0   | 1-3   | 1-3 | 5-0 | 0-2 | 1-3 | 9-0  | 6-1   |
| Beerschot AC              | BEE | 2-1   | X   | 1-3 | 2-2   | 7-2   | 3-4   | 6-1 | 5-1 | 1-0 | 0-1 | 0-2  | 16-0  |
| CS Brugeois               | CSB | 3-1   | 8-1 | X   | 2-4   | 9-0   | 1-4   | 0-2 | 4-2 | 1-4 | 1-3 | 5-0  | 5-0   |
| FC Brugeois               | FCB | 5-0ff | 2-1 | 3-0 | X     | 11-0  | 2-2   | 4-0 | 3-0 | 2-1 | 1-1 | 4-0  | 5-0ff |
| SC Courtraisien           | KOR | 2-2   | 2-3 | 2-1 | 1-3   | X     | 0-5ff | 1-0 | 3-3 | 0-8 | 0-4 | 2-0  | 5-0   |
| Daring Club de Bruxelles  | DAR | 4-1   | 1-1 | 3-1 | 3-0   | 4-2   | X     | 6-2 | 1-0 | 1-2 | 3-3 | 6-1  | 2-0   |
| Excelsior SC de Bruxelles | EXC | 0-1   | 1-1 | 2-4 | 0-2   | 5-0ff | 1-1   | X   | 5-0 | 2-1 | 2-3 | 4-1  | 5-1   |
| Léopold Club de Bruxelles | LEO | 5-2   | 2-4 | 0-3 | 1-3   | 5-1   | 2-3   | 2-2 | X   | 2-2 | 1-7 | 1-1  | 0-1   |
| Racing Club de Bruxelles  | RCB | 6-0   | 4-1 | 1-0 | 0-4   | 6-0   | 2-1   | 0-1 | 4-0 | X   | 0-0 | 2-0  | 4-0   |
| Union Saint-Gilloise      | USG | 11-0  | 5-2 | 4-0 | 5-0   | 4-0   | 1-0   | 4-0 | 8-0 | 5-0 | X   | 10-1 | 5-0ff |
| RC de Gand                | RCG | 1-3   | 1-3 | 1-3 | 0-2   | 1-1   | 0-3   | 1-1 | 2-2 | 0-5 | 0-6 | X    | 6-0   |
| FC Liégeois               | LUI | 2-1   | 0-2 | 2-0 | 5-0ff | 1-3   | 1-3   | 0-2 | 1-1 | 0-5 | 1-8 | 6-0  | X     |

## Topscorer
| Scorer           | Goals | Team         | Land               |
| ---------------- | ----- | ------------ | ------------------ |
| Vahram Kevorkian | 30    | Beerschot AC | Keizerrijk Rusland |

1895/96 · 1896/97 · 1897/98 · 1898/99 · 1899/00 · 1900/01 · 1901/02 · 1902/03 · 1903/04 · 1904/05 · 1905/06 · 1906/07 · 1907/08 · 1908/09 · 1909/10 · 1910/11 · 1911/12 · 1912/13 · 1913/14 · 1914/15 · 1915/16 · 1916/17 · 1917/18 · 1918/19 · 
1919/20 · 1920/21 · 1921/22 · 1922/23 · 1923/24 · 1924/25 · 1925/26 · 1926/27 · 1927/28 · 1928/29 · 1929/30 · 1930/31 · 1931/32 · 1932/33 · 1933/34 · 1934/35 · 1935/36 · 1936/37 · 1937/38 · 1938/39 · 1939/40 · 1940/41 · 1941/42 · 1942/43 · 1943/44 · 1944/45 · 1945/46 · 1946/47 · 1947/48 · 1948/49 · 1949/50 · 1950/51 · 1951/52 · 1952/53 · 1953/54 · 1954/55 · 1955/56 · 1956/57 · 1957/58 · 1958/59 · 1959/60 · 1960/61 · 1961/62 · 1962/63 · 1963/64 · 1964/65 · 1965/66 · 1966/67 · 1967/68 · 1968/69 · 1969/70 · 1970/71 · 1971/72 · 1972/73 · 1973/74 · 1974/75 · 1975/76 · 1976/77 · 1977/78 · 1978/79 · 1979/80 · 1980/81 · 1981/82 · 1982/83 · 1983/84 · 1984/85 · 1985/86 · 1986/87 · 1987/88 · 1988/89 · 1989/90 · 1990/91 · 1991/92 · 1992/93 · 1993/94 · 1994/95 · 1995/96 · 1996/97 · 1997/98 · 1998/99 · 1999/00 · 2000/01 · 2001/02 · 2002/03 · 2003/04 · 2004/05 · 2005/06 · 2006/07 · 2007/08 · 2008/09 · 2009/10 · 2010/11 · 2011/12 · 2012/13 · 2013/14 · 2014/15 · 2015/16 · 2016/17 · 2017/18 · 2018/19 · 2019/20 · 2020/21· 2021/22 · 2022/23 · 2023/24 · 2024/25